# Blockchain.com
Cet article concerne l'entreprise Blockchain.com, ne doit pas être confondu avec Blockchain.
Blockchain.com (anciennement Blockchain.info) est un service d'exploration de la blockchain du Bitcoin et de l'Ethereum, mais aussi un portefeuille de cryptomonnaies supportant le Bitcoin, le Bitcoin Cash, et l'Ethereum. Il fournit également des données, des statistiques et des informations sur le Bitcoin et l'Ethereum.
Le siège de la société se situe à Londres.

## Histoire
Lancé en août 2011, le service fournit des données sur les transactions récentes, les blocs minés dans la blockchain Bitcoin, des graphiques sur l'économie du Bitcoin et des statistiques et des ressources pour les développeurs. Ce site est souvent cité dans les médias ou sur des forums de cryptomonnaie. L'application mobile Blockchain.info pour Android permet aux utilisateurs d'envoyer en toute sécurité et recevoir des cryptomonnaies, et de parcourir la blockchain. En décembre 2013, la société a acquis ZeroBlock LLC, leader des applications mobiles du Bitcoin.
Blockchain.info a été le site web spécialisé dans le Bitcoin le plus visité au monde en 2013, avec plus de 118 millions de pages vues et plus de 3 millions de visiteurs uniques en novembre 2013 et en janvier 2014 Blockchain.info atteint un million d'utilisateurs ayant un portefeuille.
En février 2014, Apple Inc. a retiré l'application Blockchain de l'App Store, provoquant une dure réponse de la Blockchain et un tollé général dans la communauté du Bitcoin, notamment sur la communauté de Reddit. En juillet 2014, Apple a réintégré l'application.
En octobre 2014, Blockchain.info ferme à 30,5 millions de dollars le financement de Lightspeed Venture Partners et de la Mosaïque du Ventures, qui a été le plus grand tour de financement, dans la monnaie numérique du secteur à l'époque.
En août 2015, le directeur de Blockchain.info Peter Smith a été invité à accompagner le Premier ministre britannique , David Cameron dans une tournée à travers l'Asie du sud afin d'entrer en contact avec les représentants locaux à propos du rôle du Royaume-Uni dans la fintech mondiale.
Les cofondateurs de Blockchain.info, Nicolas Cary et Peter Smith, ont annoncé un investissement de 40 millions de dollars en Série B en juin 2017.
En juin 2018, Blockchain.info change de nom de domaine et devient Blockchain.com.
En novembre 2018, Blockchain introduit une nouvelle monnaie dans son portefeuille : le Stellar (XLM). L'entreprise décide de distribuer 25 dollars de XLM à toute personne vérifiant son identité afin de promouvoir l'arrivée de cette monnaie sur la plateforme et de créer une communauté autour de celle-ci.

## Identité visuelle

Ancien logo.
Logo actuel.